# DN22F
DN22F este un drum național de 13 km, care face legătura între DN22D la Horia și DN22A la Nalbant